# 이윤생 강씨 정려
이윤생·강씨정려(李允生·姜氏旌閣)는 인천광역시 미추홀구 용현동에 있는 조선시대의 정려이다. 1990년 11월 9일 인천광역시의 기념물 제4호로 지정되었다.

## 개요
정각이란 충신·효자·열녀 등을 나라에서 표창하여 그들이 사는 고을 입구에 세워 주던 것으로 이 곳은 충신 이윤생(1604∼1637)과 열녀인 그의 부인을 기념하기 위해 세운 것이다.
이윤생은 인조 14년(1636) 병자호란이 발생하자 의병을 모아 강화도와 남한산성에 이르는 길목을 지키며 적의 통로를 차단하였다. 그러나 34살 때 적의 화살을 맞고 전사하자 그 소식을 들은 부인 강씨도 바다에 몸을 던져 남편의 뒤를 따랐다. 철종 12년(1861)에 이르러 이윤생의 애국심과 부인의 정절을 기리는 비각이 세웠다.

## 참고 자료
- 이윤생·강씨정려 - 국가유산청 국가유산포털